# Сент-Коломб-сюр-Гет
Сент-Коло́мб-сюр-Гет (фр. Sainte-Colombe-sur-Guette) — коммуна во Франции, находится в регионе Лангедок — Руссильон. Департамент коммуны — Од. Входит в состав кантона Акса. Округ коммуны — Лиму.
Код INSEE коммуны — 11335.

## Население
Население коммуны на 2008 год составляло 47 человек.
| 1962 | 1968 | 1975 | 1982 | 1990 | 1999 | 2008 |
| ---- | ---- | ---- | ---- | ---- | ---- | ---- |
| 102  | 86   | 70   | 64   | 58   | 57   | 47   |

## Экономика
В 2007 году среди 32 человек в трудоспособном возрасте (15—64 лет) 17 были экономически активными, 15 — неактивными (показатель активности — 53,1 %, в 1999 году было 45,0 %). Из 17 активных работали 13 человек (9 мужчин и 4 женщины), безработных было 4 (2 мужчин и 2 женщины). Среди 15 неактивных 1 человек был учеником или студентом, 9 — пенсионерами, 5 были неактивными по другим причинам.

## Достопримечательности
- Церковь Сент-Коломб XIX века (алтарь XVIII века; деревянные позолоченные статуи XVIII века Мадонны с младенцем и св. Иоанна)
- Крестный путь
- Руины замка
- Руины мельницы